# Lahnaue zwischen Atzbach, Dutenhofen und Heuchelheim

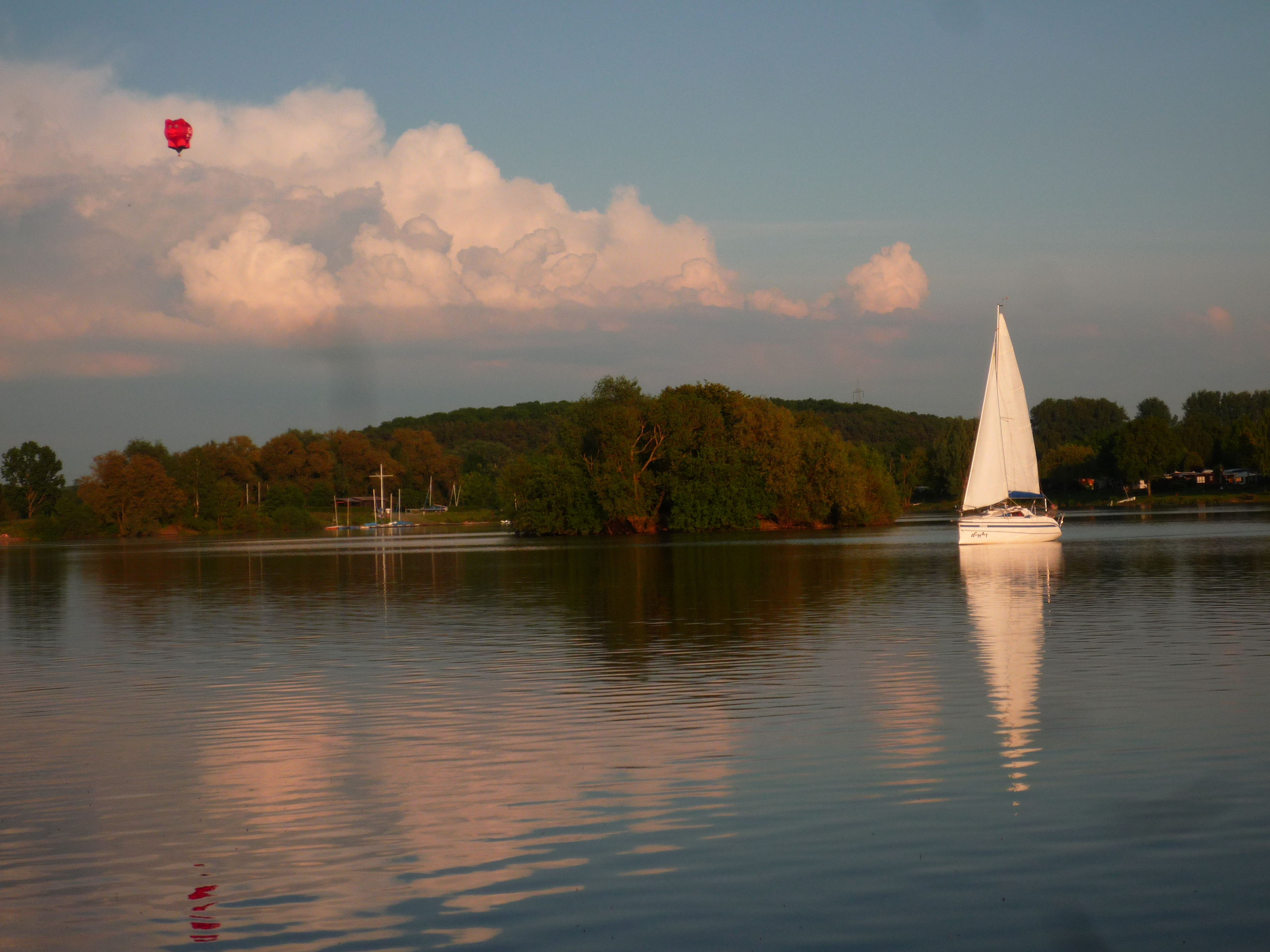
Naturschutzgebiet Lahnaue zwischen Atzbach, Dutenhofen und Heuchelheim (Januar 2008)

Das Naturschutzgebiet Lahnaue zwischen Atzbach, Dutenhofen und Heuchelheim liegt im Lahn-Dill-Kreis und im Landkreis Gießen in Hessen.
Das etwa 215 ha große Gebiet, das im Jahr 1997 unter der Kennung 1532039 unter Naturschutz gestellt wurde, erstreckt sich südwestlich von Atzbach, einem Ortsteil der Gemeinde Lahnau, südöstlich des Kernortes Heuchelheim an der Lahn und nördlich von Dutenhofen, einem Stadtteil von Wetzlar.
Am westlichen und südlichen Rand des Gebietes fließt die Lahn. Nördlich verläuft die Landesstraße L 3020, östlich die L 3359 und südlich die B 49 (= E 44) und die L 3285.
Westlich des Gebietes erstreckt sich das etwa 16,6 ha große Naturschutzgebiet (NSG) Auloch von Dutenhofen und Sändchen von Atzbach und südlich das etwa 8,6 ha große NSG Westspitze Dutenhofener See.